# Cuba op de Olympische Zomerspelen 1948
Cuba nam deel aan de Olympische Zomerspelen 1948 in Londen, Engeland. Voor het eerst sinds 1928 was het weer present. Het was 44 jaar geleden dat voor het laatst een medaille werd gewonnen.

## Medailleoverzicht
| Sport  | Olympiër           | Discipline | Medaille |
| ------ | ------------------ | ---------- | -------- |
| Zeilen | Carlos de Cárdenas | star       | Zilver   |

## Deelnemers en resultaten

### Atletiek
| Olympiër      | Discipline | Resultaat    | Prestatie                                                            |
| ------------- | ---------- | ------------ | -------------------------------------------------------------------- |
| Rafael Fortún | 100m (m)   | halve finale | serie 8: 1ste in 10,7 kwartfinale 4: 3de in 10,6 halve finale 2: 5de |
| Angel García  | 100m (m)   | series       | serie 1: 4de                                                         |
| Raúl Mazorra  | 100m (m)   | series       | serie 9: 3de in 11,0                                                 |
| Rafael Fortún | 200m (m)   | halve finale | serie 3: 1ste in 21,9 kwartfinale 4: 3de in 22,0 halve finale 2: 6de |
| Angel García  | 200m (m)   | series       | serie 4: 3de in 22,2                                                 |
| Raúl Mazorra  | 200m (m)   | series       | serie 7: 3de in 22,0                                                 |
| Angel García  | 400m (m)   | 30e          | serie 4: 4de in 50,2                                                 |

### Basketbal
| Olympiër | Discipline | Resultaat | Prestatie |
| --- | ---------- | --------- | --- |
| Casimiro García Fabio Ruíz Fico López Frank Lavernia José Llanusa Mario Aguero Mario Quintero Miguel Llaneras Ramón Wiltz Raúl García Alfredo Faget Juan García Pedro Otero | mannen     | 13e       | groep D: 3de V van Mexico: 31-39 V van Frankrijk: 31-37 W van Ierland: 88-25 W van Iran: 63-30 9-16de plek: V van Peru: 40-45 13-16de plek: W van Argentinië: 35-34 13-14de plek: W van Iran: 70-36 |

| Groep D |           |             |             |             |            |            |            |        |
| №       | Land      | Wedstrijden | Wedstrijden | Wedstrijden | Doelpunten | Doelpunten | Doelpunten | Punten |
| №       | Land      | G           | W           | V           | V          | T          | Saldo      | Punten |
| 1       | Mexico    | 4           | 4           | 0           | 234        | 109        | +125       | 8      |
| 2       | Frankrijk | 4           | 3           | 1           | 214        | 131        | +83        | 7      |
| 3       | Cuba      | 4           | 2           | 2           | 213        | 131        | +82        | 6      |
| 4       | Iran      | 4           | 1           | 3           | 136        | 215        | −79        | 5      |
| 5       | Ierland   | 4           | 0           | 4           | 70         | 281        | −211       | 4      |

| Ronde        | Plaats    | Land  | Score      | Land |
| ------------ | --------- | ----- | ---------- | ---- |
| Groepsfase   |           |       |            |      |
| Londen       | Mexico    | 39-31 | Cuba       |      |
| Londen       | Frankrijk | 37-31 | Cuba       |      |
| Londen       | Cuba      | 88-25 | Ierland    |      |
| Londen       | Cuba      | 63-30 | Iran       |      |
| 9-16de plek  |           |       |            |      |
| Londen       | Peru      | 45-40 | Cuba       |      |
| 13-16de plek |           |       |            |      |
| Londen       | Cuba      | 35-34 | Argentinië |      |
| 13-14de plek |           |       |            |      |
| Londen       | Iran      | 36-70 | Cuba       |      |

### Gewichtheffen
| Olympiër        | Discipline  | Resultaat | Prestatie                                                                                  |
| --------------- | ----------- | --------- | ------------------------------------------------------------------------------------------ |
| Fernando Louro  | -67,5kg (m) | DNF       | drukken: 10de met 92,5 kg trekken: 17de met 92,5 kg stoten: geen geldige poging            |
| Orlando Garrido | -75kg (m)   | 7e        | drukken: 4de met 112,5 kg trekken: 7de met 107,5 kg stoten: 9de met 135 kg totaal: 355 kg  |
| Alfonso Parera  | +82,5kg (m) | 9e        | drukken: 12de met 105 kg trekken: 6de met 112,5 kg stoten: 4de met 155 kg totaal: 372,5 kg |

### Roeien
| Olympiër                                                        | Discipline   | Resultaat | Prestatie                                                                                   |
| --------------------------------------------------------------- | ------------ | --------- | ------------------------------------------------------------------------------------------- |
| Ramon Cora Tirso del Junco Joaquin Godoy Manuel Puig Ramon Puig | vier-met (m) | 12e       | serie 5: 2de in 7.08,7 1ste ronde herkansingen: 1ste in 7.12,0 kwartfinale 5: 2de in 7.37,2 |

### Schermen
| Olympiër                                                               | Discipline     | Resultaat | Prestatie                                                                           |
| ---------------------------------------------------------------------- | -------------- | --------- | ----------------------------------------------------------------------------------- |
| Carlos Lamar                                                           | degen (m)      | 43e       | 1ste ronde groep 7: 3de met 2 overwinningen kwartfinale 2: 8ste met 0 overwinningen |
| Roberto Mañalich                                                       | degen (m)      | 24e       | 1ste ronde groep 8: 3de met 1 overwinning kwartfinale 6: 4de met 3 overwinningen    |
| Roberto Mañalich Carlos Lamar Armando Barrientos Juan Antonio Martínez | degen team (m) | 15e       | 1ste ronde groep 1: 3de met 0 overwinningen                                         |
| Jorge Agostini                                                         | floret (m)     | 54e       | 1ste ronde groep 5: 7de met 2 overwinningen                                         |
| Armando Barrientos                                                     | floret (m)     | 34e       | 1ste ronde groep 2: 5de met 4 overwinningen                                         |
| Lucilo de la Peña                                                      | floret (m)     | 41e       | 1ste ronde groep 1: 6de met 3 overwinningen                                         |
| Roberto Mañalich                                                       | sabel (m)      | 34e       | 1ste ronde groep 1: 4de met 3 overwinningen                                         |
| Juan Antonio Martínez                                                  | sabel (m)      | 55e       | 1ste ronde groep 6: 6de met 0 overwinningen                                         |

### Schietsport
| Olympiër             | Discipline              | Resultaat | Prestatie                        |
| -------------------- | ----------------------- | --------- | -------------------------------- |
| Wilfredo Coto        | 50m geweer liggend (m)  | 36e       | 586 punten: (95-98-95-99-100-99) |
| Orlando Santamaría   | 50m geweer liggend (m)  | 31e       | 588 punten: (99-98-96-100-97-98) |
| Godofredo Basso      | 50m pistool (m)         | 47e       | 477 punten: (82-77-82-82-82-72)  |
| Enrique Tejeda       | 50m pistool (m)         | 49e       | 470 punten: (71-88-77-77-76-81)  |
| Rafael Cadalso       | 25m snelvuurpistool (m) | 26e       | 548 punten: (273-275)            |
| Hernando Hernández   | 25m snelvuurpistool (m) | 19e       | 532 punten: (273-259)            |
| Carlos Rodríguez-Feo | 25m snelvuurpistool (m) | 43e       | 533 punten: (278-255)            |

### Schoonspringen
| Olympiër      | Discipline   | Resultaat | Prestatie    |
| ------------- | ------------ | --------- | ------------ |
| José Castillo | 3m plank (m) | 24e       | 84,81 punten |

### Turnen
| Olympiër | Discipline               | Resultaat | Prestatie     |
| --- | ------------------------ | --------- | ------------- |
| Ãngel Aguiar                                                                                                 | meerkamp individueel (m) | 101e      | 156,15 punten |
| Alejandro Diaz                                                                                               | meerkamp individueel (m) | 110e      | 136,75 punten |
| Fernando Lecuona                                                                                             | meerkamp individueel (m) | 97e       | 166,35 punten |
| Rafael Lecuona                                                                                               | meerkamp individueel (m) | 81e       | 187,70 punten |
| Raimundo Rey                                                                                                 | meerkamp individueel (m) | 104e      | 152,05 punten |
| Baldomero Rubiera                                                                                            | meerkamp individueel (m) | 105e      | 151,15 punten |
| Roberto Villacian                                                                                            | meerkamp individueel (m) | 109e      | 137,30 punten |
| Ãngel Aguiar Alejandro Diaz Fernando Lecuona Rafael Lecuona Raimundo Rey Baldomero Rubiera Roberto Villacian | meerkamp team (m)        | 14e       | 950,70 punten |

### Wielersport
| Olympiër         | Discipline  | Resultaat | Prestatie |
| ---------------- | ----------- | --------- | --- |
| Reinaldo Paseiro | sprint (m)  | 9e        | 1ste ronde serie 5: V van NED: 2.09,1 1ste ronde herkansingen: W van IND Feroze: 3.15,3 2de ronde serie 5: V van BEL Van De Velde |
| Reinaldo Paseiro | tijdrit (m) | 16e       | 1.21,5 |

### Worstelen
| Olympiër         | Discipline  | Resultaat   | Prestatie                                                                          |
| Vrije stijl      | Vrije stijl | Vrije stijl | Vrije stijl                                                                        |
| ---------------- | ----------- | ----------- | ---------------------------------------------------------------------------------- |
| Fabio Santamaria | -57kg (m)   | 12e         | 1ste ronde: V van BEL Trimpont 2de ronde: V van EGY Shehata                        |
| José Lopez       | -62kg (m)   | 10e         | 1ste ronde: V van SUI Müller 2de ronde: W van KOR Kim 3de ronde: V van FIN Hietala |
| Israel Sanchez   | -67kg (m)   | 14e         | 1ste ronde: V van BEL Cools: 0-3 2de ronde: V van ITA Nizzola: 0-3                 |

### Zeilen
| Olympiër                                  | Discipline | Resultaat | Prestatie                      |
| ----------------------------------------- | ---------- | --------- | ------------------------------ |
| Carlos de Cardenas Carlos de Cardenas Jr. | star       | Zilver    | 4849 punten: (4-DSQ-7-2-7-1-2) |

### Zwemmen
| Olympiër         | Discipline          | Resultaat | Prestatie              |
| ---------------- | ------------------- | --------- | ---------------------- |
| Raúl García      | 100m vrije slag (m) | 29e       | serie 6: 7de in 1.02,5 |
| Nicasio Silverio | 100m vrije slag (m) | 25e       | serie 2: 6de in 1.02,0 |

Afghanistan · Argentinië · Australië · België · Bermuda · Birma · Brazilië · Brits-Guiana · Canada · Ceylon · Chili · Colombia · Cuba · Denemarken · Egypte · Filipijnen · Finland · Frankrijk · Griekenland · Groot-Brittannië · Hongarije · Ierland · IJsland · India · Irak · Iran · Italië · Jamaica · Joegoslavië · Libanon · Liechtenstein · Luxemburg · Malta · Mexico · Monaco · Nederland · Nieuw-Zeeland · Noorwegen · Oostenrijk · Pakistan · Panama · Peru · Polen · Portugal · Puerto Rico · Republiek China · Singapore · Spanje · Syrië · Trinidad en Tobago · Tsjecho-Slowakije · Turkije · Uruguay · Venezuela · Verenigde Staten · Zuid-Afrika · Zuid-Korea · Zweden · Zwitserland